# Биготјер
Биготјер (фр. Bigottière) насеље је и општина у западној Француској у региону Лоара, у департману Мајен која припада префектури Лавал.
По подацима из 2011. године у општини је живело 468 становника, а густина насељености је износила 25,43 становника/km². Општина се простире на површини од 18,4 km². Налази се на средњој надморској висини од 150 метара (максималној 183 m, а минималној 93 m).

## Демографија
| 1962. | 1968. | 1975. | 1982. | 1990. | 1999. | 2011. |
| ----- | ----- | ----- | ----- | ----- | ----- | ----- |
| 353   | 407   | 383   | 342   | 349   | 331   | 468   |

График промене броја становника у току последњих година